# Leonardo Cozzando

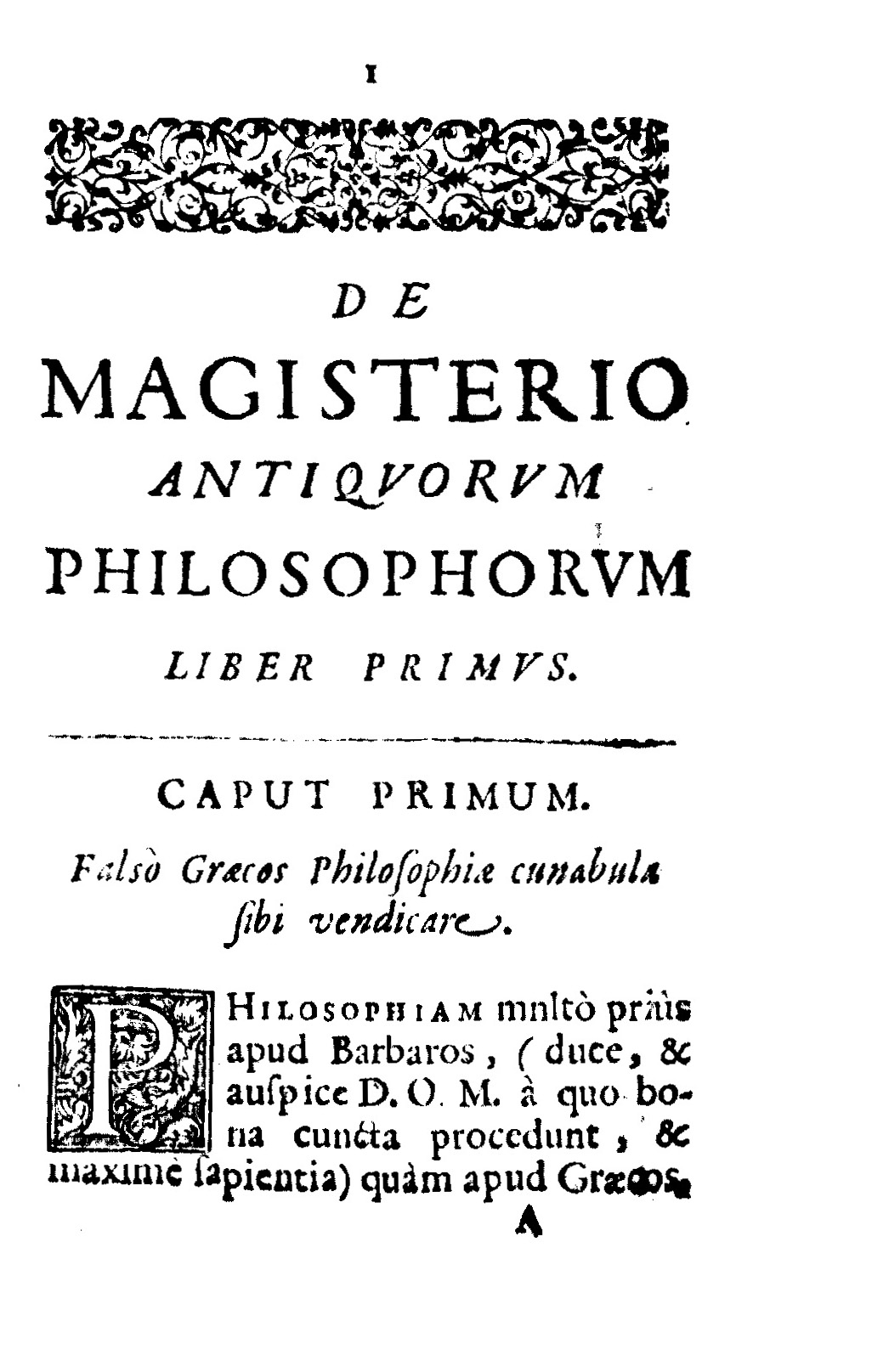
De magisterio antiquorum philosophorum, Livre I (1684)

Leonardo Cozzando né à Rovato en 1620 et mort dans la même ville le  7 février 1702, est un religieux et écrivain italien.

## Biographie
Leonardo Cozzando naquit en 1620 à Rovato, gros bourg du Bressan, et entra à l’âge de douze ans dans l’Ordre des Servites de Marie. Doué d’une rare pénétration et d’un grand amour de l’étude, il fut bientôt jugé digne d’enseigner la philosophie à Vérone, à Vicence et en d’autres villes. Il devint ensuite professeur de théologie et régent du collège de St-Alexandre, à Brescia, d’où, après sept ans d’exercice de ses deux emplois, il fut appelé à remplir successivement diverses charges de son ordre. Les travaux de ces différentes places ne l’empêchèrent point de s’occuper de littérature. Dès l’âge de vingt-cinq ans, il avait publié plusieurs opuscules académiques sous le titre de Corsi di penna, ce qui lui valut d’être agrégé à l’Académie des Erranti. La réputation qu’il s’était acquise le fit appeler à Rome pour le chapitre général des servites, et si son âge n’eût pas été trop avancé, il y aurait été nommé général. Il revint dans sa patrie, habiter le couvent que les servites avaient au sommet délicieux d’une petite montagne, nommée Monte-Orfano. Là, quoique très-âgé, il travailla à plusieurs ouvrages, dont la plupart furent alors imprimés, et publia un supplément à sa Libraria Bresciana ossia catalogo degli scrittori Bresciani, ouvrage déjà publié treize ans auparavant. Il mourut le 7 février 1702, laissant plusieurs productions manuscrites, dont une seule a vu le jour, soixante-deux ans après sa mort, savoir l’opuscule De plagiariis, que Lazzaroni de Venise mit en 1740 dans ses Miscellanea di varie operette, tome 2. On voit, par ce qu’il dit de lui-même dans la première édition de sa Libraria Bresciana, et dans son Ristretto storico di Brescia, qu’il fut en butte à la jalousie et à la malignité de ses confrères, et qu’il regrettait de n’avoir pas la fortune nécessaire pour faire imprimer ce qu’il avait écrit.

## Œuvres
- Corsi di penna, Brescia, 1645 ;
- Ristretto dei prelati della sua religione, Brescia, 1673 ;
- Vite del P. Paolo Cigone, e del P. Ottavio Pantagato, docte servite de Brescia, qui avait été professeur de théologie en l’Université de Paris : Cozzando le nommait la Fenice degli ingegni ;
- De magisterio antiquorum Philosophorum, Cologne, 1682, in-8°, et Genève, 1684, in-12, ouvrage médiocre ;
- Libraria Bresciana, Brescia, 1682, réimprimée avec le supplément dans la même ville, en 1694, in-8° ; cet ouvrage donne une courte notice de trois cent dix-huit écrivains de la province de Brescia, et le supplément en comprend deux cent quatorze, classés dans l’ordre alphabétique de leurs prénoms ;
- Vago e curioso ristretto profano e sagro dell’historia Bresciana, Brescia, 1694, in-8° : la première partie, contenant l’histoire profane, est divisée en soixante-quatorze chapitres, dont le dernier seulement offre un précis de l’histoire et des révolutions de cette province jusqu’à l’an 1516 ; les soixante-cinq chapitres précédents offrent le détail des personnages remarquables auxquels ce pays a donné le jour, classés suivant leurs qualités ou professions ;
- Vita di Gio. Francesco Quinzano Stoa, Brescia, 1694.